# 祖堯巴士總站
祖堯巴士總站（英語：Cho Yiu Bus Terminus）是香港的一個巴士總站，位於新界葵青區祖堯邨敬祖路、香港房屋協會祖堯商業中心旁，現時有1條巴士路線以此為總站，另有3條巴士路線及1條專線小巴路線途經。
由於進出此站需要途經彎位狹窄的敬祖路，並不適合車長12米的巴士行走，故使用此站的巴士路線均設有用車長度限制（11.3米或以下）。

## 總站設計
此站設有一條雙坑及一條單坑，單坑現給予269M線使用，雙坑為分站車坑。

## 總站路線資料（巴士）

### 九龍巴士269M線
- 天水圍（天恩邨） ↔ 祖堯邨

於1999年12月12日投入服務，2002年8月22日由荔景（北）巴士總站延長至此，2014年11月29日配合元朗區M線服務重組延長至天恩邨，途經天逸邨、天晴邨、嘉湖山莊（美湖居、麗湖居、景湖居）、天慈邨、元朗公路、大欖隧道、屯門公路、荃灣、港鐵大窩口站、葵興、葵芳及港鐵荔景站。

## 途經路線資料

### 九龍巴士30線
- 荃威花園 ↔ 長沙灣

於1973年7月16日投入服務，途經荃景圍、荃灣市中心、大窩口站、葵興、葵芳、麗瑤邨、港鐵荔景站、祖堯邨、瑪嘉烈醫院、清麗苑、華荔邨及美孚新邨。

### 九龍巴士45線
- 葵涌（麗瑤邨） ↔ 九龍城碼頭

於1976年3月1日投入服務，1991年2月20日延長至麗瑤，途經土瓜灣、紅磡、何文田、旺角、深水埗、長沙灣、美孚新邨、華荔邨、清麗苑、瑪嘉烈醫院、祖堯邨及港鐵荔景站。

### 九龍巴士46線
- 葵涌（麗瑤邨） ↔ 佐敦（西九龍站）

於1977年1月17日投入服務，途經油麻地、旺角、深水埗、長沙灣、美孚新邨、華荔邨、清麗苑、瑪嘉烈醫院、祖堯邨及港鐵荔景站。

### 新界區專線小巴46M線
- 浩景臺 ↺ 茘景站

### 新界區專線小巴47M線
- 華景山莊 ↺ 茘景站

### 新界區專線小巴91A線
- 浩景臺 ↔ 葵芳站

### 新界區專線小巴93線
- 華員邨 ↔ 荃灣（鹹田街）

### 新界區專線小巴93A線
- 華景山莊 ↔ 荃灣（鹹田街）

### 新界區專線小巴405線
- 長亨 ↺ 荔景（南）

### 新界區專線小巴411線
- 浩景臺 ↺ 深水埗

## 外部連結
- 九巴 （页面存档备份，存于）
- 香港巴士大典上的相关条目：祖堯總站